# Suzanne Keller
Suzanne Keller (geborene Susanne Infeld, * 16. April 1927 in Wien; † 9. Dezember 2010 in Miami) war eine österreichisch-amerikanische Soziologin.
Keller, die 1944 in den USA eingebürgert wurde, studierte am Hunter College in New York City und an der Columbia University. Danach war sie an der Princeton University, dem MIT und der Brandeis University tätig. Von 1968 bis zu ihrer Emeritierung war sie Professorin für Soziologie an der Princeton University. Sie hat bedeutende Beiträge zur Elitesoziologie geliefert.

## Kellers Elitesoziologie
Suzanne Keller untersuchte für ihr Werk „Beyond the Ruling Class“ die Eliten der US-amerikanischen Industriegesellschaft in den 60er Jahren. Sie definiert Eliten als Minderheiten von Individuen, die dem Gemeinwohl der Gesellschaft dienen sollen. Sie sind für die effektive Erreichung größerer sozialer Ziele (beispielsweise Wohlstand, Freiheit, Fortschritt, Souveränität usw.) in der Gesellschaft und für die Erhaltung der Stabilität der sozialen Ordnung verantwortlich.
In ihrem Werk konzentriert sich Keller auf diejenigen Eliten, deren Entscheidungen Konsequenzen für einen Großteil der Gesellschaft haben. Diese Eliten nennt Keller strategische Eliten. Sie sind erst durch die Industriegesellschaft und das damit einhergehende Bevölkerungswachstum, die Erweiterung der Arbeitsteilung, die Zunahme formaler Organisation und die moralische Differenzierung notwendig geworden. Strategische Eliten finden sich in Politik, Wirtschaft, im Militär sowie im moralischen, kulturellen und wissenschaftlichen Bereich.
Als theoretische Grundlage knüpft Keller an die funktionalistische Systemtheorie von Talcott Parsons und dessen AGIL-Schema an. Nach Parsons besteht die Gesellschaft aus unterschiedlichen Subsystemen, die auf ein gemeinsames generelles Ziel ausgerichtet sind. Jedes Subsystem führt eine Funktion aus zur Erreichung des Ziels und löst ein funktionales Problem in der Gesellschaft. Innerhalb der Subsysteme entstehen Institutionen und Praktiken zur Erfüllung der Funktion. Werte und moralische Ordnung bilden den Rahmen für die Gesellschaft und für die Subsysteme. 
Aus dieser Theorie entstehen folgende Probleme: Es gibt in der Realität keine klare Trennung von unterschiedlichen Subsystemen und von Funktionen. Manche Systeme haben mehrere Funktionen. Außerdem erklärt diese Theorie nicht wie es zu Regeln, Krisen und sozialem Wandel kommt. Deshalb führt Keller den Begriff der strategischen Eliten ein. Sie bestimmen die Regeln, machen Wandel möglich und erklären, warum keine deutliche Trennung zwischen den Subsystemen möglich ist. Eliten sind Menschen und entsprechen nicht nur funktionalen Anforderungen, sondern nehmen unterschiedliche Rollen in unterschiedlichen Systemen ein. 
Die strategische Elite unterteilt Keller noch einmal und spezifiziert externe Eliten, die nach ihrer Effizienz beurteilt werden und meistens folgende Funktionen übernehmen sollen:
- Goal attainment: Eliten definieren kollektive Ziele und entscheiden, wie Ressourcen zu ihrer Erreichung eingesetzt werden. Das Subsystem Politik übernimmt diese Funktion.
- Adaption: Eliten entwickeln und gebrauchen Mittel zur Erreichung der kollektiven Ziele. Die Subsysteme Wirtschaft, Militär und Wissenschaft haben diese Funktion inne.

Andrerseits werden die internen Eliten nach ihrem öffentlichen Eindruck und dem, was sie repräsentieren beurteilt und übernehmen folgende Funktionen:
- Integration: Eliten verbinden verschiedene Perspektiven und sorgen für einen moralischen Rahmen. Diese Funktion übernimmt die geistliche, philosophische und die ethische Elite.
- Pattern Maintenance und Tension Management: Eliten sichern die Passung von individueller Moral mit der Gruppenmoral und haben die Funktion, für rollenkonformes Handeln zu sorgen. Diese Aufgabe übernehmen Künstler, Schriftsteller, Filmstars und Sportler.[2]

Keller liefert mit ihrer Arbeit eine Erklärung für die Entstehung von Eliten, aber auch eine Legitimation für Eliten und deren Macht, zu bestimmen. Keller war jedoch der Meinung, dass der Zugang zu Eliten nicht vom sozialen Hintergrund, sondern von der Leistung der Mitglieder abhängt, was aber empirisch nicht erklärt werden kann.

## Schriften (Auswahl)
- Beyond the Ruling Class, 1963.
- Male and Female: A Sociological View, 1975.
- Celebrities as a National Elite, 1982.
- Community: Pursuing the Dream, Living the Reality, 2004.